# نظم التعلم

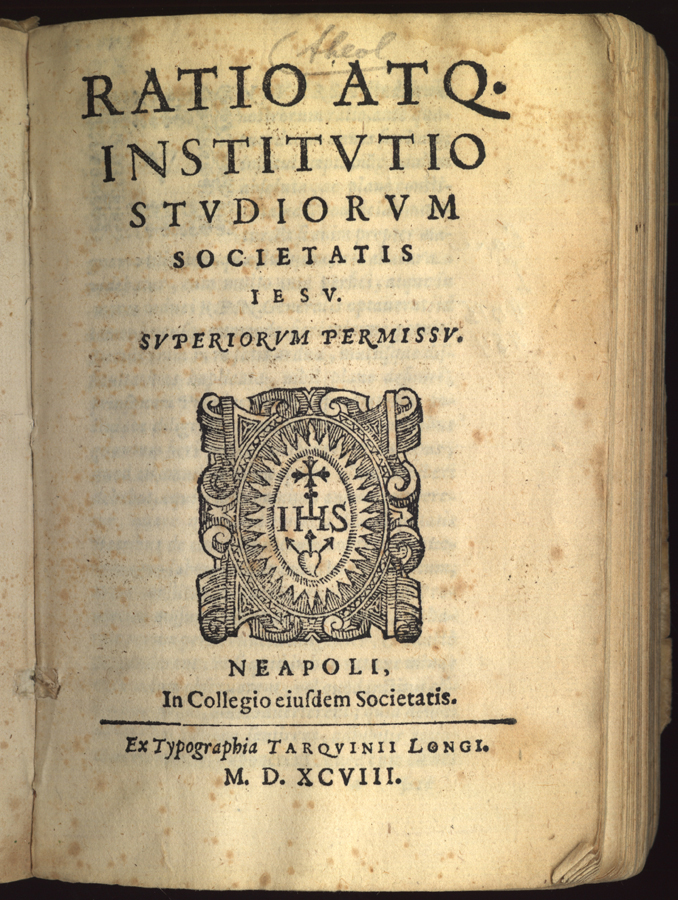

نظام الدراسات الاجتماعية اليسوعي (النظام الرسمي للتعليم اليسوعي)، والتي غالبًا ما يتم اختصارها إلى نظم التعلم (لاتينية: نظم الدراسات)، هي وثيقة وحدت النظام المؤثر عالميًا للتعليم اليسوعي في عام 1599. والتي كانت عبارة عن مجموعة من اللوائح لمسؤولي المدرسة والمعلمين. اعتمدت نسبة الدراسة على المواد الكلاسيكية (اللاهوت والفلسفة واللاتينية واليونانية) ولم تحتوي على أي أحكام للتعليم الابتدائي. تم تنقيح الوثيقة في عام 1832، ولا تزال مبنية على الموضوعات الكلاسيكية ولكنها أعطت مزيدًا من الاهتمام لدراسة اللغات الأم للطلاب والتاريخ والجغرافيا والرياضيات والعلوم الطبيعية.
كان العمل نتاجًا للعمل الجماعي والخبرة واسعة، ولكنه مستمد بشكل مباشر من جهود فريق دولي من الأكاديميين في الكلية الرومانية، المدرسة اليسوعية في روما. كان للنظام تأثير كبير على التعليم الإنساني في وقت لاحق. كتب تشارلز سيرز بالدوين في كتابه «النظرية والممارسة الأدبية لعصر النهضة»، «انتهى القرن السادس عشر بالعقيدة [الكلاسيكية] الناشطة في نظم التعلم وفي بلاغة سواريز» (64).

## الخلفية التاريخية
لم تكن جمعية يسوع تتصور أن تدير شبكة من المدارس عندما تأسست، لكنها سرعان ما أصبحت تشارك بشكل تدريجي في العمل التربوي ثم ارتبطت به إلى حد كبير. بعد مائة عام من تأسيس التنظيم، كان اليسوعيون يديرون 444 مدرسة.و بحلول عام 1739، كانوا يديرون 669 مدرسة. احتاجت المدارس العديدة التي استحوذت عليها الجمعية أو بدأتها في عقودها الأولى للخطط اللازمة (الحصص). بالإضافة إلى ذلك، دخول عدد متزايد من الشباب إلى الجمعية فكان لابد من الحاجة إلى الخلفية التعليمية المطلوبة للخدمة الكهنوتية، فبدأت الجمعية في الاضطلاع بدور أكبر وأكبر في اتجاه برنامجها التكويني. لهذين السببين، ظهرت رغبة كبيرة في وضع خطة معيارية لجميع المؤسسات التعليمية في الجمعية.
وفي عام 1581، وتحت قيادة كلوديو أكوافيفا، تم تعيين لجنة من اثني عشر كاهنًا يسوعيًا دون نتائج واضحة. وسرعان ما تم تشكيل لجنة جديدة من ستة أعضاء في عام 1584: خوان أزور (إسبانيا)، وغاسبار غونزاليز (البرتغال)، وجيمس تيري (اسكتلندا)، وبيتر بوسيه (هولندا)، وأنتوني غوس (فلاندرز)، وستيفن توتشي (صقلية). أخرجت هذه اللجنة وثيقة تجريبية، نظام 1586، والتي تم إرسالها إلى مقاطعات مختلفة للتعليقات من المعلمين. لم تكن هذه الخطة مخصصة للاستخدام الفعلي في الفصول الدراسية. أدى التفكير في ردود الفعل إلى إصدار وثيقة أخرى في عام 1591، وكان من المقرر أن يتم استخدامها في جميع المدارس اليسوعية لمدة ثلاث سنوات. ثم أخذت اللجنة في روما بالتفكير في هذه التجارب لإنشاء الوثيقة الرسمية النهائية لعام 1599.

## المحتوى
تم تقسيم نظم التعليم إلى: 
أولاً: قواعد الرئيس الإقليمي؛ لرئيس الكلية؛ لمحافظ الدراسات، الذي يشرف على الفصول والتعليم، ومدير الانضباط الذي يحافظ على النظام والتهذيب؛
ثانياً: قواعد لأساتذة اللاهوت: الكتاب المقدس، واللغة العبرية، واللاهوت العقائدي، والتاريخ الكنسي، والقانون الكنسي، واللاهوت الأخلاقي. كان القديس توما الأكويني المؤلف الرئيسي للنصوص اللاهوتية.
ثالثا: قواعد لأساتذة الفلسفة والفيزياء والرياضيات. تم وصف أرسطو كمؤلف نموذجي.
رابعاً: قواعد لمعلمي الدراسة السفلية (القسم السفلي): اللاتينية واليونانية، قواعد النحو وتركيب الجملة، والعلوم الإنسانية والبلاغة. تم تدريس مواد أخرى منذ البداية تحت مسمى «الملحقات» - خاصة التاريخ والجغرافيا والآثار.

## روابط خارجية
- مقالة في الموسوعة الكاثوليكية عن نظم التعلم
- «طريقة التدريس في الممارسة،» فصل من التعليم اليسوعي: تاريخه ومبادئه ينظر إليها في ضوء المشاكل التربوية الحديثة بقلم روبرت شفيكرث، إس جيه (مع ببليوغرافيا)
- ترجمة نظم التعلم بواسطة Allan P. Farrell، SJ، متوفرة في PDF أو HTML
- نسخ من نظم التعلم على Archive.org